# Arctia ungemachi
Arctia ungemachi là một loài bướm đêm thuộc phân họ Arctiinae, họ Erebidae.